# Rothmannia longiflora
Rothmannia longiflora är en måreväxtart som beskrevs av Richard Anthony Salisbury. Rothmannia longiflora ingår i släktet Rothmannia och familjen måreväxter. Inga underarter finns listade i Catalogue of Life.